# Nazi chic

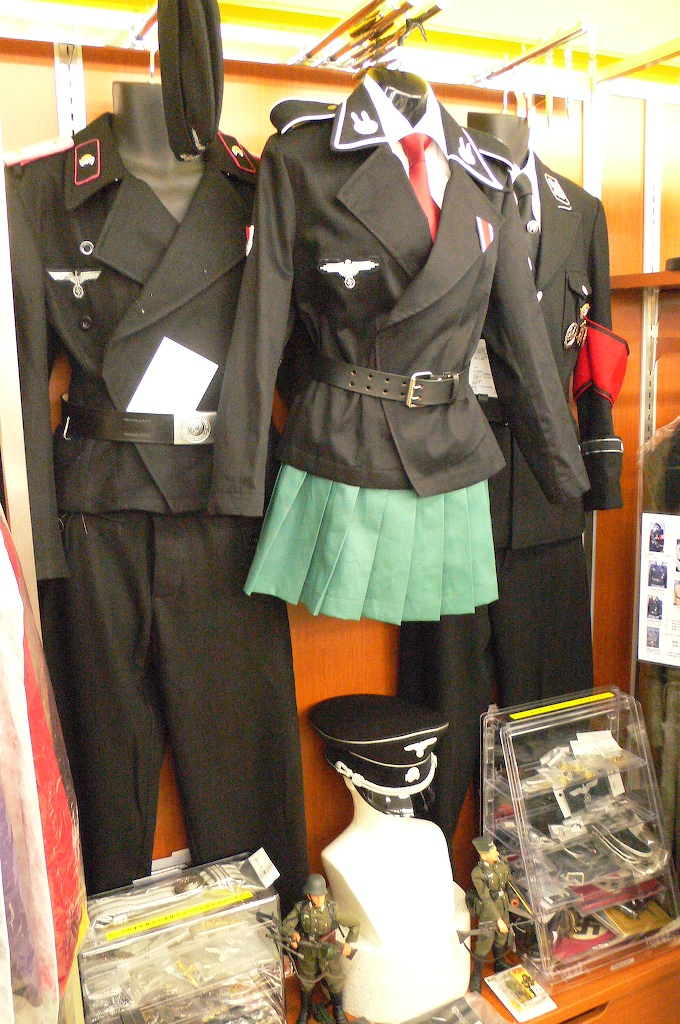
Costumi ispirati alle uniformi naziste in vendita ad Akihabara, a Tokyo. In Asia orientale, differentemente da quanto accade in molte parti del mondo, il nazismo non genera altrettanto scandalo ed è possibile talvolta trovare punti vendita che vendono articoli ispirati all'iconografia nazionalsocialista.

Nazi chic è un'espressione giornalistica che indica, in abbigliamento, l'uso di immagini e accessori alludenti al nazismo a fine provocatorio piuttosto che per autentica simpatia nei confronti dello stesso. In Occidente, l'uso di simboli nazisti nell'abbigliamento viene considerato una forma di apologia del fascismo, ed è pertanto punibile per legge.

## Storia
Durante gli anni cinquanta e sessanta, prima che prendesse vita il concetto di "nazi chic", alcuni giovani californiani appassionati di surf indossavano un vestiario ispirato ai soldati tedeschi della seconda guerra mondiale al solo scopo di provocare l'establishment.
Il nazi chic nacque nel Regno Unito e negli Stati Uniti durante gli anni settanta con le culture punk e glam. Nel 1976, il produttore britannico Malcolm McLaren e la sua fidanzata Vivienne Westwood definirono l'estetica punk inserendovi accessori e iconografie del nazionalsocialismo. Secondo alcuni, certi gruppi punk non adottavano tale estetica per celebrare il nazionalsocialismo, ma per allontanare le paure della seconda guerra mondiale delle generazioni precedenti. Oltre all'iconografia rock, il nazi chic ispirò anche altre espressioni della moda e l'estetica bondage.
Nell'Asia orientale, ove il nazionalsocialismo non genera tanto scandalo quanto nei paesi occidentali, vengono vendute uniformi naziste e altri accessori correlati spesso indossati ai raduni in cosplay. In un articolo del Time del 2000, viene dichiarato che la Corea del Sud prova un «fascino sconsiderato per le icone e le immagini del Terzo Reich». Un articolo di Cosmopolitan del 2015 ritiene  che il nazi chic sia "molto pervasivo" in Thailandia.